# 炭素-酸素結合
炭素-酸素結合（たんそ-さんそけつごう、英: carbon-oxygen bond）は炭素と酸素の間の共有結合で、有機化学や生化学で頻繁に見られる結合の1つである。酸素は6つの価電子を持ち、2つの電子を炭素と共有し、4つの非結合電子から2つの非共有電子対をつくる。水の有機誘導体であるアルコールは最も単純な例である。
炭素と酸素の電気陰性度はそれぞれ 2.55 と 3.44 であるので、C-O結合は酸素のほうへ強く分極している。パラフィン系C-O結合の結合距離はおよそ 143 pm であり、これはC-N結合やC-C結合より短い。カルボン酸 のC-O結合は二重結合性を帯びているので 136 pm と短く、エポキシドでは 147 pm と逆に長くなっている。C-O結合の結合エネルギーも、C-N結合やC-C結合より大きい。たとえば、メタノールでは 91 kcal/mol (298 K) 、メチルアミンでは 87 kcal/mol 、エタンでは 88 kcal/mol である。
炭素と酸素は二重結合をつくり、ケトン、エステル、カルボン酸などのカルボニル化合物で見られる。フランでは、酸素原子はπ電子の非局在化に貢献しているので、フランは芳香族性を持つ。C=O結合の結合距離はカルボニル化合物で 123 pm である。アシルハライドのC=O結合は部分的に三重結合性を帯びているのでとても短く、117 pm である。ちゃんとしたC-O三重結合をもった化合物は存在しない。これは非常に高い結合エネルギーを持ち、N-N三重結合よりも高い。トリエチルオキソニウムテトラフルオロボラートでは三価の酸素がみられる。

## 有機酸素化合物の化学的分類
| 分類         | 結合次数 | 分子式                                 | 構造式       | 例                         |
| ------------ | -------- | -------------------------------------- | ------------ | -------------------------- |
| アルコール   | 1        | {\displaystyle {\ce {R3C-OH}}}         | アルコール   | エタノール                 |
| エーテル     | 1        | {\displaystyle {\ce {R3C-O-CR3}}}      | エーテル     | ジエチルエーテル           |
| ペルオキシド | 1        | {\displaystyle {\ce {R3C-O-O-CR3}}}    | ペルオキシド | ジ-tert-ブチルペルオキシド |
| エステル     | 1        | {\displaystyle {\ce {R3C-CO-O-CR3}}}   | エステル     | アクリル酸エチル           |
| 炭酸エステル | 1        | {\displaystyle {\ce {R3C-O-CO-O-CR3}}} | 炭酸エステル | 炭酸エチレン               |
| ケトン       | 2        | {\displaystyle {\ce {R3C-CO-CR3}}}     | ケトン       | アセトン                   |
| アルデヒド   | 2        | {\displaystyle {\ce {R3C-CHO}}}        | アルデヒド   | アクロレイン               |
| フラン       | 1.5      |                                        | フラン       | フルフラール               |
| ピリリウム塩 | 1.5      |                                        | ピリジン     | アントシアニン             |